# Крохан Валерій Миколайович
Валерій Миколайович Крохан (* 4 грудня 1951, Хмельницький) — український футболіст, нападник, та тренер.

## Кар'єра гравця
Закінчив ЗОШ № 1. Футболом почав займатись у футбольному клубі «Динамо» (Хмельницький), з юнацьким складом якого став бронзовим призером чемпіонату СРСР 1967 р.. Після цього успіху був запрошений тодішнім наставником «Динамо» Євгеном Лемешко до основної команди. Дебютував у дорослому футболі лише після служби в армії, під час якої перебував у львівському «СКА». Певний час був капітаном хмельничан. У 1975 р. внаслідок перелому хребта був змушений завершити професійну кар'єру. Після цього на аматорському рівні виступав за хмельницьку «Енергію», з якою у 1976 р. виграв чемпіонат області.

## Тренерська кар'єра
Тренерську діяльність розпочав у футбольному клубі «Трактор» (Хмельницький) (пізніше відомому як «Адвіс»). У 1993 р. під його керівництвом клуб зайняв 2 місце у своїй групі аматорської першості, а наступного року виграв групу 2, що дозволило клубу отримати професійний статус. Восени 1995 р. після об'єдання з шепетівським «Темпом» залишив посаду головного тренера. Наступного року очолював ФК «Ізумруд» з російського міста Тимашевськ. В 1997 р. у штабі Віталія Кварцяного (тодішнього тренера хмельницького «Поділля»). Після його відставки протягом останніх трьох турів першого кола чемпіонату виконує обов'язки головного тренера. Наступного року працював у молдовській «Ромі» з міста Бєльці. Після цього працював у Росії та Молдові. В 2001 р. став директором ФК «Ністру» (Атаки), і пропрацював там 5 років. За цей час «Ністру» неодноразово ставав призером чемпіонату Молдови, здобував кубок країни, брав участь у єврокубках. Потім був тренером-селекціонером в «Поділлі». В 2009 р., після відтворення футбольного клубу «Динамо»
(Хмельницький) був обраний директором клубу. На цій посаді працював до припинення існування футбольного клубу у листопаді 2013р.

## Сім'я
Одружений. Має 6 дітей. Син Вадим теж був професійним футболістом. Виступав за клуби України, Росії, Молдови, Білорусі. Працював головним тренером ФК «Динамо» (Хмельницький).